# Gogołowice (osada leśna w powiecie milickim)
Gogołowice – osada leśna w Polsce położona w województwie dolnośląskim, w powiecie milickim, w gminie Milicz.
W latach 1975–1998 miejscowość należała administracyjnie do województwa wrocławskiego.